# Francesco Scipione Dondi dall'Orologio
Francesco Scipione Dondi dall'Orologio (Padova, 19 gennaio 1756 – Padova, 6 ottobre 1819) è stato un vescovo cattolico italiano.

## Biografia

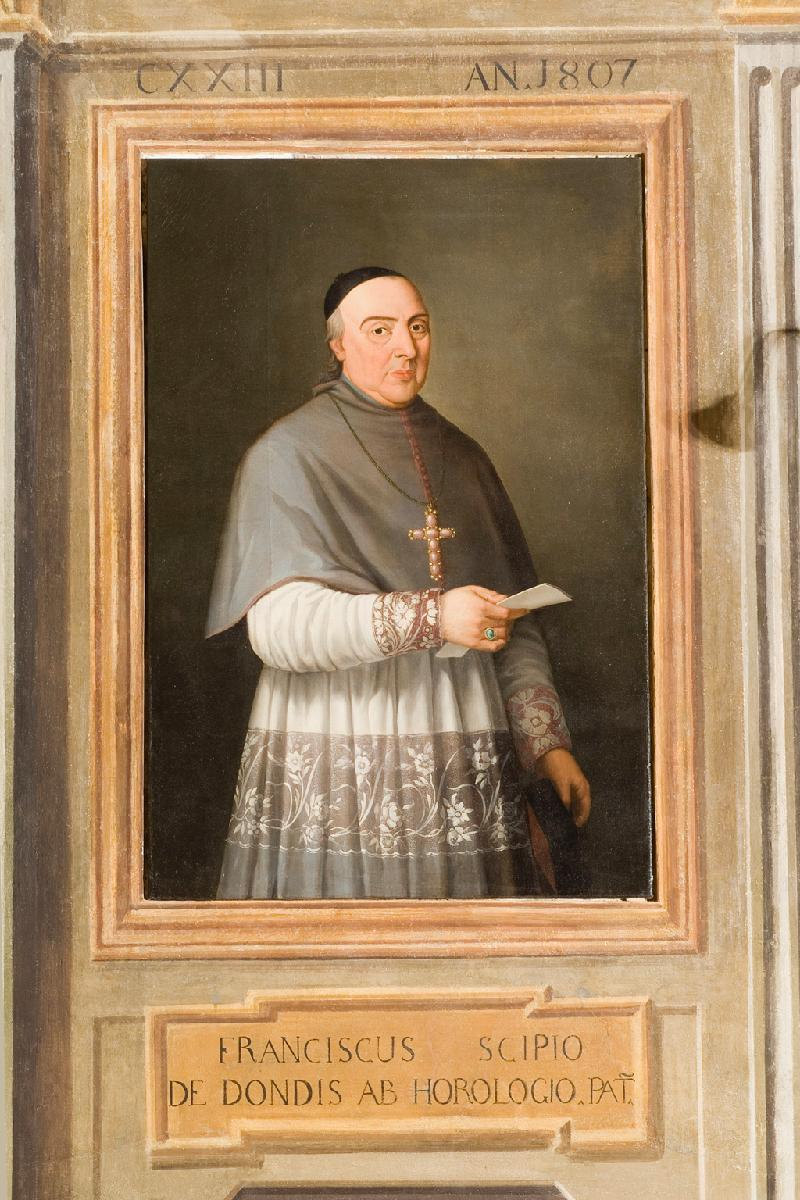
Ambito veneto, Ritratto del vescovo, Palazzo vescovile, Padova

Figlio del marchese Gasparo e di Maria Antonietta Cittadella, studia all'Accademia dei Nobili di Modena. Nel 1796 viene nominato vicario capitolare della diocesi di Padova. Da sempre affianca alla vita sacerdotale un'intensa attività di scrittore. Nel 1802 pubblica un libro dal titolo Dissertazioni sulla storia ecclesiastica padovana e nel 1805 il volume Serie chronologico-istorica dei canonici di Padova. Nel 1807 viene nominato vescovo di Padova e subito dopo il suo insediamento pubblica l'Epistola pastoralis ad clerum et populum Patavinum. Una delle sue prime iniziative coinvolge la sede vescovile che, a seguito dell'occupazione napoleonica, necessita di alcune opere di ristrutturazione.
Il 9 dicembre 1812 è in visita pastorale ad Asiago ed in quell'occasione si rende conto che la maggior parte della gente dell'altipiano non parla e non capisce la lingua italiana. Muore a Padova il 6 ottobre 1819.

## Pubblicazioni
- xxxx Ode alla Vergine del Tresto
- 1780 Discorso sopra i doveri delle claustrali pubblicato per la professione di donna Maria Ciera
- xxxx Memoria sopra Jacopo e Giovanni Dondi
- 1794 Due lettere sopra la fabbrica della cattedrale di Padova
- 1795 Sinodo inedito e memorie della vita di Pileo Prata
- 1802 Dissertazioni sulla storia ecclesiastica padovana
- 1805 Serie chronologico-istorica dei canonici di Padova
- 1807 Illustratio pagellae casuum reservatorum
- 1807 Lettera postuma dell'abate Gennari
- 1807 Epistola pastoralis ad clerum et populum Patavinum
- 1808 Aloysio Lanzio, viro celeberrimo et doctissimo, epistula de argenteo vasculo inaurato
- 1809 Sopra li cimiteri
- 1809 De more oseulandi annulum episcopalem
- 1812 Laudatio in funere Bernardi Mariae Carendonii episcopi feltriensis
- 1816 Dissertazione sopra li riti, la disciplina e le costumanze delle chiese di Padova sino al XIV secolo

## Genealogia episcopale
La genealogia episcopale è:
- Cardinale Scipione Rebiba
- Cardinale Giulio Antonio Santori
- Cardinale Girolamo Bernerio, O.P.
- Arcivescovo Galeazzo Sanvitale
- Cardinale Ludovico Ludovisi
- Cardinale Luigi Caetani
- Cardinale Ulderico Carpegna
- Cardinale Paluzzo Paluzzi Altieri degli Albertoni
- Papa Benedetto XIII
- Papa Benedetto XIV
- Papa Clemente XIII
- Cardinale Giovanni Battista Caprara Montecuccoli
- Vescovo Giuseppe Maria Peruzzi, C.R.L.
- Vescovo Francesco Scipione Dondi dall'Orologio